# Banzo (nostalgia)
Banzo (de mbanza, aldea en lengua quimbunda) es similar a la palabra morriña o "saudade", utilizada en Brasil, pero se refiere al sentimiento patológico experimentado por un esclavo negro hacia su cultura. Normalmente, banzo significa 'nostalgia por la cultura de uno y por su patria'; y no por el amado, un familiar, un momento del pasado, etc. A diferencia de saudade, cuyo único efecto negativo puede ser la eterna melancolía, banzo es peligroso.
El Houaiss Dicionário da Língua Portuguesa define banzo como 'el proceso psicológico causado por el despojamiento de cultura que puso a los esclavos negros de África, transportados a tierras lejanas, en un estado inicial de alerta seguido de impulsos de ira y destrucción y después una profunda nostalgia que conllevaba apatía, hambre y -bastante a menudo- locura o muerte'.
El estado de "banzo" ocurre cuando uno es desarraigado de su cultura, como consecuencia de la desconexión de la religión, creencias, sistema de castas, costumbres, familia, y amigos, sin el deseo de volver jamás a ellos. Como resultado, el sujeto morirá, enloquecerá o se convertirá en una persona cuyo yo emocional está completamente trastornado.
La palabra banzo nunca se usa por uno mismo para describir sus propios sentimientos, sino para describir el estado mental de otro. Contrariamente a una creencia extendida, no implica que se esté poseído por espíritus. La palabra podría estar relacionada con banzé, otro vocablo de origen africano que significa 'confusión', 'runrún', o 'ruido'. En este sentido, banzo podría describir la incapacidad del hombre negro para trabajar debida a su estado mental. Esto es probable, pues la palabra era (durante el periodo colonial) usada principalmente por los blancos para referirse a los esclavos negros, y no por los propios negros.
Parece que debido a coincidencias históricas Brasil tiene dos palabras para esta emoción específica de nostalgia y añoranza: saudade y banzo. Semánticamente, banzo es más específico que saudade: alguien que siente banzo también siente saudade pero no al revés.
La palabra banzo es raramente usada en Brasil y pocos saben su significado real, mientras que saudade es ampliamente usada.
Otro posible origen de banzo: en algunas regiones, los descendientes de antiguos esclavos negros que escaparon de las granjas y crearon las comunidades denominadas "quilombos" usan la palabra banzo para definir las olas en el océano o el movimiento de las aguas y el consiguiente malestar y náusea.
Incluso al día de hoy, se usa la expresión banzeiro para definir el movimiento de las olas. En los tiempos en que la expresión se convirtió en sinónimo de melancolía, la prensa brasileña, la literatura y el entorno cultural estaban dominados por el Romanticismo. Ese fue probablemente el origen de esa interpretación dominante para la palabra banzo. En realidad, banzo es el nombre que se da a las sensaciones provocadas por las olas durante la navegación desde África a América y el consiguiente malestar, deshidratación y muerte de muchos de los esclavos.